# The Seer
Albums de Tarja Turunen
My Winter Storm
(2007) What Lies Beneath
(2010)
The Seer est le premier EP de la chanteuse finlandaise Tarja Turunen et est publié par Spinefarm Records le 1er décembre 2008. Il sort uniquement au Royaume-Uni et est limité à 1 000 exemplaires,. Il contient un duo avec la chanteuse allemande Doro Pesch ainsi que des remixes et des versions alternatives des morceaux de My Winter Storm.
La chanson The Seer est interprété fin 2008 lors de l'émission Les 25 ans de carrière de Doro Pesch en Allemagne.

## Listes des pistes
1. The Seer (feat Doro Pesch)
2. Lost Northern Star (Tägtgren Remix)
3. The Reign (Score Mix)
4. Die Alive (Alternative Version)
5. Boy and the Ghost (Izumix)
6. Calling Grace (Full Version)
7. Lost Northern Star (Ambience Sublow Mix)
8. Damned and Divine (live in Kuusankoski)
9. You Would Have Loved This (live in Kuusankoski)
10. Our Great Divide (live in Kuusankoski)
11. Ciarán's Well (live in Kuusankoski)